# Volledige en trouwe functors
In de categorietheorie, een abstract deelgebied van de wiskunde, is een trouwe functor (respectievelijk een volledige functor) een functor, die injectief (respectievelijk surjectief) is, wanneer hij beperkt wordt tot elke verzameling van morfismen met een gegeven bron en doel. 
Expliciet gemaakt: laat C en D (lokaal kleine) categorieën zijn en laat F : C → D een functor van C naar D zijn. De functor F induceert een functie
{\displaystyle F_{X,Y}\colon \mathrm {Hom} _{\mathcal {C}}(X,Y)\rightarrow \mathrm {Hom} _{\mathcal {D}}(F(X),F(Y))}
voor elk paar van objecten X en Y in C. Van de functor F zegt men deze 
- trouw is als FX,Y injectief is
- volledig is als FX,Y surjectief is
- volledig trouw is als FX,Y bijectief is

voor elke X en Y in C.
Een trouwe functor hoeft niet injectief te zijn op objecten of morfismen. Dat wil zeggen dat twee objecten X en X′ kunnen worden afgebeeld op hetzelfde object in D, en dat twee morfismen f : X → Y en f′ : X′ → Y′ kunnen worden afgebeeld op hetzelfde morfisme in D. Op gelijke wijze hoeft een volledige functor niet surjectief te zijn op objecten of morfismen. Voor sommige X in C kunnen objecten in D voorkomen, die niet van de vorm FX zijn. Morfismen tussen dergelijke objecten kunnen duidelijk van de morfismen in C komen. 

## Voorbeelden
- De vergeetachtige functor U : Grp → Set is trouw. Deze functor is niet volledig aangezien er functies tussen groepen zijn, die geen groepshomomorfismen zijn. Een categorie met een trouwe functor naar Set is (per definitie) een concrete categorie; in het algemeen is zo'n vergeetachtige functor niet volledig.

- Laat F : C → Set de functor zijn die elk object in C afbeeldt op de lege verzameling en elk morfisme op de lege functie. Dan is F volledig, maar niet surjectief op objecten of op morfismen.

- De vergeetachtige functor Ab → Grp is volledig trouw.